# Луп (граф Арлю)
Луп (лат. Lupus, фр. Loup; д/н — 820/824) — 2-й граф Арлю у 800—820/824 роках.

## Життєпис
Ім'я вказує на галло-римське походження, проте звідки саме він достеменно невідомо. Відомостей про нього обмаль. Близько 800 року призначається графом Арлю й фактично правителем усього південного Провансу. Можливо забезпечував походи франкських військ на Піренейському півострові, займався обороною узбережжя від напад арабських піратів. 
Перебував на посаді до 820 або 824 року. Втім вірогідніша перша дата, оскільки у 822 році імператор Людовик I відновив посаду місс-домінік (графа-посланця) Провансу, яка існувала до 780 року, призначивши на неї Лейбульфа.